# Amílcar Theias
Amílcar Augusto Contel Martins Theias (ur. 9 sierpnia 1946 w Lizbonie) – portugalski polityk, ekonomista i urzędnik państwowy, w latach 2003–2004 minister ds. miast, planowania przestrzennego i ochrony środowiska.

## Życiorys
Absolwent ekonomii w instytucie ISCEF w ramach Universidade Técnica de Lisboa z 1971. Od tegoż roku pracował w biurze studiów i planowania w resorcie finansów. W latach 1977–1980 pełnił funkcję zastępcy dyrektora tej jednostki. Wchodził w skład rządowych komisji zajmujących się m.in. reformą podatków i integracją europejską. Od 1980 do 1986 był radcą finansowym w stałym przedstawicielstwie Portugalii przy Wspólnotach Europejskich, brał udział w negocjowaniu warunków akcesyjnych w obszarze polityki pieniężnej, finansów, budżetu i podatków. Zajmował się również działalnością akademicką, m.in. jako wykładowca Portugalskiego Uniwersytetu Katolickiego. Od 1986 był urzędnikiem WE i Unii Europejskiej, od 1990 w randze dyrektora generalnego.
Działacz Partii Socjaldemokratycznej. Od kwietnia 2003 do maja 2004 sprawował urząd ministra do spraw miast, planowania przestrzennego i ochrony środowiska w rządzie José Manuela Durão Barroso. Pracował także w banku Banco Português de Negócios, był też członkiem rady dyrektorów spółki miejskiej Sociedade de Reabilitação Urbana da Baixa Pombalina.
Odznaczony Orderem Zasługi III klasy.